# Баруа, Гунабхирам
Гунабхирам Баруа (ассам. গুণাভিৰাম বৰুৱা; 1837 — 1894) — индийский общественный деятель, драматург, писатель, историк, сочинявший произведения на языках хинди и ассамском.

## Биография
Происходил из ассамской семьи. Учился в Президентском колледже в Калькутте. В 1860 году поступил на государственную службу и служил помощником комиссара при британском правительстве в течение тридцати лет. Поддерживал гуманизацию, выступал за социальные реформы. Присоединился к движению Брахмо Самадж, выступавшая двигателем Бенгальского Возрождения. С 1846 года сотрудничал с журналом «Орунобой». В 1850-х годах начал издавать первые свои пьесы. Служил помощником комиссара в Ассаме и Бенгалии. В 1885—1886 годах издавал журнал «Ассам-Бандх» («Друзья Ассама»), в котором был постоянным корреспондентом. В 1890 году ушел в отставку.

## Творчество
Ему принадлежит большая заслуга в пропаганде национального наследия ассамцев, внедрение разговорной речи в литературную практику. Социально-бытовые пьесы «Рам и Навами» (1857 год), «Бенгалец и бенгалка», посвящены теме трагического положения вдов, были значительным вкладом в ассамскую драматургию. В драмах Баруа героями впервые становятся реальные, простые люди.
Является автором основательного труда «История Ассама» (1875), а также «Жизнь Ананбадарама Декхияла Пхукана» (1880), которые написаны языком, лишенным индийского лексики и стандартов традиционной образности, близкой к языку ассамских хроник.